# Diócesis de Huánuco
La diócesis de Huánuco (en latín: Dioecesis Huanucensis) es una circunscripción eclesiástica de la Iglesia católica en Perú. Se trata de una diócesis latina, sufragánea de la arquidiócesis de Huancayo. Desde el 1 de junio de 2024 su obispo electo es Pedro Alberto Bustamante López.

## Territorio y organización
La diócesis tiene 45 000 km² y extiende su jurisdicción sobre los fieles católicos de rito latino residentes en 8 provincias del departamento de Huánuco: Ambo, Dos de Mayo, Huamalíes, Huánuco, Lauricocha, Leoncio Prado, Pachitea y Yarowilca; y la provincia de Tocache del departamento de San Martín. Sus principales ciudades son: Huánuco (79 000 habitantes aprox.) y Tingo María (70 000 habitantes aprox.). Limita al suroeste con las diócesis de Huacho y de Huaraz, al noroeste con la diócesis de Huari, al norte con la prelatura territorial de Moyobamba, al noreste y al sureste con los vicariatos apostólicos de Pucallpa y San Ramón, y al sur con la diócesis de Tarma.
La sede de la diócesis se encuentra en la ciudad de Huánuco, en donde se halla la Catedral del Señor de Burgos.
En 2021 en la diócesis existían 33 parroquias.

## Historia

### Antecedentes
Huánuco formaba parte de la Iglesia de Lima, y de la cura pastoral de esta. En 1583 y 1593 fue visitada por arzobispo santo Toribio de Mogrovejo. Es mencionada en los sínodos y concilios limenses.
La localidad se fundó en 1539, y el templo, que sería la catedral, se erigió en 1618. En el siglo XVI se construyeron los templos de San Cristóbal en 1542, primer templo de la ciudad, Santo Domingo en 1543, San Francisco en 1560, y la Merced en 1566; mientras que en el siglo XVII se construyeron el templo de San Sebastián. En 1824 se erigió el templo Cristo Rey.
Entre los años de 1591 y 1593 la réplica de la imagen del Señor de Burgos fue llevada desde España, por encargo de fray Antonio del Montearroyo; desembarcando en Huacho, conducido a Chancay y luego al Callao. Llegando a Lima se realizaría una procesión. En Huánuco se fundaría la cofradía homónima que tendría iguales privilegios que la de San Juan de Letrán en Roma, ser sacada a las once de la noche todos los jueves santos. La imagen estuvo en el templo de San Agustín, luego en la antigua catedral de Huánuco; posteriormente el 15 de agosto de 1965 se trasladó al templo de Cristo Rey para luego ser llevada a la actual catedral.
En el siglo XVI se registran como curatos a Huacaybamba, Llata y Huacrachuco integrando a Huamalíes; en 1796 se cuenta 8 curatos con 18 clérigos por Huamalíes y 4 curatos con 9 clérigos, 30 religiosos y 15 beatas por Huánuco. Se contó con los prioratos de dominicos y malteses, y una guardianía de franciscanos.
El 28 de octubre de 1746 Huánuco sufrió un terremoto, ante la desgracia el pueblo recurrió ante la imagen para que los ayude a recuperarse y así poder progresar; por lo cual se originó la más importante fiesta local que se da del 23 al 30 de octubre.

### Iglesia de Huánuco
La diócesis fue erigida el 17 de marzo de 1865 con la bula Singulari animi Nostri del papa Pío IX, obteniendo el territorio de la arquidiócesis de Lima, de la que originalmente era sufragánea. El 24 de abril de 1867 se dio el auto ejecutorio de la erección de la diócesis de Huánuco, por el arzobispo José Sebastián de Goyeneche y Barreda.
En esos años abarcó las provincias de los departamentos de Huánuco, Pasco y Junín. El 27 de marzo de 1865 fue validado como obispo el prelado Manuel Teodoro del Valle Seoane, siendo el primer titular. Le seguirían los obispos Alfonso María de la Cruz, Pedro Pablo. 
El 5 de febrero de 1900 cedió una parte de su territorio para la erección de la prefectura apostólica de Ucayali (posteriormente suprimida) mediante el decreto Cum interior de la Congregación de Propaganda Fide.
En el pontificado del obispo Francisco Rubén Berroa y Bernedo (su episcopado duró 24 años) el 18 de diciembre de 1944 cedió una parte de su territorio (las provincias sureñas del departamento de Junín) para la erección de la diócesis de Huancayo (hoy arquidiócesis) mediante la bula Supremum Apostolatus del papa Pío XII.
El 15 de mayo de 1958 cedió otras porciones de territorio para la erección por el papa Pío XII de las prelaturas territoriales de Tarma (hoy diócesis de Tarma, mediante la bula Ecclesiae navem) y Huarí (hoy diócesis de Huari, mediante la bula Qui Regnum Dei).
En 1965 se terminó la construcción de la nueva catedral. El 30 de junio de 1966 se volvió sufragánea de la recién elevada sede metropolitana de Huancayo. Siguieron los obispos Ignacio; cuyo episcopado duraría 20 años, Antonio, Ermanno, y Jaime Rodríguez Salazar.
El 26 de abril de 2007 incorporó a su territorio la provincia de Tocache que anteriormente había pertenecido a la prelatura territorial de Moyobamba.

### Última década
En 2015 se celebró los 150 años de ser constituida la Iglesia de Huánuco. En julio de 2016 tomó posesión de la sede episcopal el obispo Neri Menor Vargas
El obispo fue nombrado el 12 de mayo de 2016 por el papa Francisco, tomando posesión de la sede el 17 de julio del mismo año.
El obispo Neri Menor Vargas fue nombrado por el papa Francisco el 12 de mayo de 2016, tomando posesión de la cátedra el 17 de julio de 2016. 

## Estadísticas
Según el Anuario Pontificio 2022 la diócesis tenía a fines de 2021 un total de 913 845 fieles bautizados.
| Año                                                                             | Población            | Población | Población      | Sacerdotes | Sacerdotes    | Sacerdotes    | Bautizados por sacerdote | Diáconos permanentes | Religiosos | Religiosos | Parroquias |
| Año                                                                             | Bautizados católicos | Total     | % de católicos | Total      | Clero secular | Clero regular | Bautizados por sacerdote | Diáconos permanentes | Varones    | Mujeres    | Parroquias |
| ------------------------------------------------------------------------------- | -------------------- | --------- | -------------- | ---------- | ------------- | ------------- | ------------------------ | -------------------- | ---------- | ---------- | ---------- |
| 1950                                                                            | 405 500              | 407 100   | 99.6           | 64         | 49            | 15            | 6335                     |                      | 19         | 48         | 34         |
| 1966                                                                            | 280 000              | 330 703   | 84.7           | 40         | 22            | 18            | 7000                     |                      | 18         | 48         | 40         |
| 1970                                                                            | 405 900              | 410 680   | 98.8           | 66         | 56            | 10            | 6150                     |                      | 16         | 42         | 24         |
| 1976                                                                            | 420 000              | 440 000   | 95.5           | 30         | 21            | 9             | 14 000                   |                      | 16         | 80         | 25         |
| 1980                                                                            | 462 000              | 499 000   | 92.6           | 27         | 14            | 13            | 17 111                   |                      | 21         | 34         | 25         |
| 1990                                                                            | 589 000              | 594 000   | 99.2           | 39         | 19            | 20            | 15 102                   |                      | 28         | 42         | 29         |
| 1999                                                                            | 622 500              | 707 325   | 88.0           | 44         | 17            | 27            | 14 147                   | 1                    | 46         | 38         | 26         |
| 2000                                                                            | 622 930              | 707 740   | 88.0           | 47         | 20            | 27            | 13 253                   | 1                    | 43         | 49         | 27         |
| 2001                                                                            | 645 930              | 710 250   | 90.9           | 45         | 19            | 26            | 14 354                   | 1                    | 47         | 64         | 30         |
| 2002                                                                            | 668 930              | 712 760   | 93.9           | 45         | 22            | 23            | 14 865                   | 8                    | 46         | 64         | 31         |
| 2003                                                                            | 720 407              | 800 453   | 90.0           | 49         | 24            | 25            | 14 702                   | 8                    | 33         | 69         | 34         |
| 2004                                                                            | 740 523              | 822 804   | 90.0           | 50         | 24            | 26            | 14 810                   | 11                   | 39         | 71         | 33         |
| 2006                                                                            | 761 000              | 893 000   | 85.2           | 55         | 29            | 26            | 13 836                   | 13                   | 31         | 70         | 34         |
| 2013                                                                            | 823 000              | 965 000   | 85.3           | 63         | 35            | 28            | 13 063                   | 21                   | 31         | 71         | 34         |
| 2016                                                                            | 883 000              | 980 714   | 90.0           | 58         | 34            | 24            | 15 224                   | 23                   | 27         | 67         | 34         |
| 2019                                                                            | 900 000              | 1 060 000 | 84.9           | 56         | 34            | 22            | 16 071                   | 22                   | 25         | 54         | 33         |
| 2021                                                                            | 913 845              | 1 087 000 | 84.1           | 57         | 33            | 24            | 16 032                   | 22                   | 27         | 55         | 33         |
| Fuente: Catholic-Hierarchy, que a su vez toma los datos del Anuario Pontificio. |                      |           |                |            |               |               |                          |                      |            |            |            |

## Episcopologio
- Manuel Teodoro del Valle † (27 de marzo de 1865-4 de junio de 1872 nombrado arzobispo de Lima)[nota 1]
  - Sede vacante (1872-1890)
- Alfonso María de la Cruz Sardinas, O.F.M.Disc. † (12 de agosto de 1890-26 de junio de 1902 falleció)
- Pedro Pablo Drinot y Piérola, SS.CC. † (8 de junio de 1904-21 de octubre de 1920 renunció[nota 2])
- Francisco Rubén Berroa y Bernedo † (12 de agosto de 1922-24 de noviembre de 1946 nombrado obispo de Ica)
- Teodosio Moreno Quintana † (27 de junio de 1947-17 de diciembre de 1956 nombrado obispo de Huaraz)
- Carlos Alberto Arce Macias † (17 de diciembre de 1956-6 de febrero de 1959 nombrado obispo de Piura)
- Ignacio Arbulú Pineda † (6 de febrero de 1959-6 de abril de 1979 falleció)
- Antonio Kühner y Kühner, M.C.C.I.  † (24 de julio de 1980-22 de enero de 1991 falleció)
  - Sede vacante (1991-1994)
- Ermanno Artale Ciancio, S.D.B. † (21 de junio de 1994-17 de septiembre de 2003 falleció)
- Jaime Rodríguez Salazar, M.C.C.I. (16 de diciembre de 2004-12 de mayo de 2016 retirado)
- Neri Menor Vargas, O.F.M. (12 de mayo de 2016-20 de abril de 2022 nombrado obispo de Carabayllo)
  - Sede vacante (desde 2022)
- Pedro Alberto Bustamante López, desde el 1 de junio de 2024

El primer titular, el obispo Manuel Teodoro tuvo 7 años de pontificado; sin embargo, fue nombrado arzobispo de Lima en 1872, y por presiones políticas renunció el mismo año; seguidamente fue nombrado arzobispo titular de Berito y administrador apostólico de Huánuco, por lo cual su administración duró 16 años. El obispo Francisco Rubén gobernó durante 24 años, seguido por el obispo Ignacio quién gobernó 20 años; excluyendo la duradera administración de Manuel Teodoro. Arce Masías gobernó solo 3 años.
Tres obispos nacieron en el extranjero, el obispo Antonio es de Alemania, el obispo Ermanno es de Italia y Jaime Rodríguez es de México. El obispo Alfonso María de la Cruz es el único nacido en Huánuco; mientras que los demás son de otras localidades: Pedro Pablo nació en Callao, Francisco Rubén en Omate (Moquegua), Teodosio en Jauja (Junín), Carlos Alberto en Simbale (Trujillo), Ignacio en Caraz (Huaylas); el actual obispo es de Pacopampa (Cajamarca).